# Boscos caducifolis humits de les illes de la Mar de Banda
Els boscos caducifolis humits de les illes de la mar de Banda són una ecoregió tropical de bosc humit a Indonèsia. L'ecoregió inclou diversos grups d'illes al sud-oest de la mar de Banda, incloses les Tanimbar, les illes Kai i les illes Barat Daya, excepte Wetar.

## Geografia
Les illes de l'ecoregió formen part de Wallacea, un grup d'illes indonèsies que es troben entre els continents australià i asiàtic però que mai van formar part dels dos continents.
Les illes consten de dos arcs concèntrics. L'Arc de Banda Interior està format per illes volcàniques joves i actives, incloses les illes Banda, l'illa de Serua, l'illa de Nila, l'illa de Teun, l'illa de Damar i l'illa de Romang. L'Arc de Banda Exterior està format per sediments oceànics, principalment pedra calcària coral·lina, juntament amb algunes roques metamòrfiques més antigues que s'apilaren com a substrats de la placa australiana era subduïda sota la placa de la mar de Banda. L'arc de la banda exterior inclou les illes Kai, les illes Tanimbar, les illes Babar i les illes Leti. Yamdena a les illes Tanimbar és l'illa més gran de l'ecoregió. Aquesta illa és majoritàriament baixa, amb una elevació màxima de 120 metres. Yamdena i diverses altres illes de l'Arc Exterior tenen zones càrstiques on la pedra calcària de l'illa va ser aixecada i després erosionada.

## Clima
L'ecoregió té un clima monsònic tropical, amb dues estacions. L'estació del monsó de l'oest va des de mitjans de desembre fins al juny i aporta humitat i pluges més altes. La temporada del monsó est proporciona un clima més sec. A Yamdena, l'illa més gran de les illes Tanimbar i de l'ecoregió, el mes de precipitacions més alt és febrer (380 mm) i el mes més sec és setembre (100 mm).
Les illes reben més pluja que Timor, Wetar, i d'altres illes de l'arxipèlag de La Sonda a l'oest.

## Flora
Les principals comunitats vegetals són la selva tropical de fulla perenne, la selva semi-perennifòlia, el bosc caducifoli humit i el bosc caducifoli sec. Arbres que sovintegen en els boscos de Tanimbar i Kai inclouen Dillenia papuana, Pometia pinnata, Manilkara kanosiensis, Inocarpus fagifer, Heritiera littoralis, Diospyros spp., Garcinia celebica, and Myristica lancifolia.

## Fauna
L'ecoregió té 22 espècies de mamífers. El Ualabi de Brun (Thylogale bruinii) és un cangur nadiu de les Illes Kai així com de les Aru i del sud de Nova Guinea. El ratpenat de les illes Kei (Myotis stalkeri) és endèmic. El rratpenat de cua de beina d'Acates és nadiu de l'ecoregió i de la veïna Timor.
Les illes són l'hàbitat de diverses espècies de Melomys. De les illes Tanimbar, Melomys cooperae és endèmic de Yamdena, i Melomys howi és enèmic de l'illa de Selaru de les Tanimbar. Melomys bannisteri és endèmic de les Illes Kai, i relacionat estretament amb M. lutillus de Nova Guinea. Els altres rossegadors de les Kai són Hydromys chrysogaster i Uromys caudimaculatus, els quals també són trobats en Nova Guinea i Austràlia.
L'ecoregió acull 225 espècies d'ocells, incloent-hi 21 espècies endèmiques i subespècies. Coincideix amb l'àrea d'ocells endèmics de les Illes de la Mar de Banda.
Els ocells endèmics inclouen el megàpode de les Tanimbar, la cacatua de les Tanimbar, el lori de les Tanimbar, el cucut bronzat menut, el cucal negre de les Kai, la Myzomela boiei (família Meliphagidae), Microeca hemixantha, (Petroicidae), Pachycephala arctitorquis, (Pachycephalidae), Rhipidura fuscorufa, (Rhipiduridae), Rhipidura opistherythra, (Rhipiduridae), Symposiachrus mundus, (Monarchidae), Symposiachrus leucurus, (Monarchidae), Edolisoma dispar, (Campephagidae), Geokichla schistacea, (Turdidae), Zoothera machiki, (Turdidae), Aplonis crassa, (Sturnidae), Ficedula henrici, (Muscicapidae), Zosterops grayi, (Zosteropidae), Zosterops uropygialis, (Zosteropidae), i Horornis carolinae, (Cettiidae).

## Àrees protegides
Una avaluació del 2017 va mostrar que 987 km², o el 14%, de l'ecoregió es troben en àrees protegides. Entre les àrees protegides hi figura la Reserva Natural Kai Besar.